# Konkoaguin
Konkoaguin est une localité située dans le département de Boala de la province du Namentenga dans la région Centre-Nord au Burkina Faso. 

## Géographie
Konkoaguin se situe à 6 km au sud-est de Boala, le chef-lieu du département, et à environ 30 km au nord-est de Boulsa. Le village est au sud de la route nationale 15 reliant Boulsa à Kaya.

## Économie
L'activité du village est essentiellement agro-pastorale.

## Éducation et santé
Le centre de soins le plus proche de Konkoaguin est le centre de santé et de promotion sociale (CSPS) de Boala.
Konkoaguin possède un centre d'alphabétisation.